# Bezirk Neudek
Der Bezirk Neudek (tschechisch: Okresní hejtmanství Neydek) war ein politischer Bezirk im Königreich Böhmen. Der Bezirk umfasste Gebiete im westlichen Teil Nordböhmens, die im heutigen Okres Karlovy Vary liegen. Sitz der Bezirkshauptmannschaft war die Stadt Neudek (Neydek). Das Gebiet gehörte seit 1918 zur neu gegründeten Tschechoslowakei und ist seit 1993 Teil Tschechiens.

## Geschichte
Die modernen, politischen Bezirke der Habsburgermonarchie wurden 1868 im Zuge der Trennung der politischen von der judikativen Verwaltung geschaffen.
Das Gebiet des späteren Bezirks Neudek verteilte sich 1868 auf die Bezirke Graslitz und Joachimsthal bzw. auf die Gerichtsbezirke Platten (Blatno) und Neudek (Neydek).
Per 1. Juli 1910 wurde aus den Gerichtsbezirken Platten und Neudek der neue Bezirk Neudek geschaffen.
Der Bezirk Neudek umfasste 1910 eine Fläche von 242,35 km² und beherbergte eine Bevölkerung von 36.314 Personen. Von den Einwohnern hatte 1910 35.908 Deutsch als Umgangssprache angegeben. Des Weiteren lebten im Bezirk fünf Tschechischsprachige und 401 Anderssprachige oder Staatsfremde. Zum Bezirk gehörten zwei Gerichtsbezirke mit insgesamt 29 Gemeinden bzw. 29 Katastralgemeinden.

## Gemeinden
Der Bezirk Neudek umfasste Ende 1914 die 30 Gemeinden Abertham (Abertamy), Schwarzenbach (Černava), Neuhaus (Chaloupky), Voigtsgrün (Fojtov), Hermannsgrün (Heřmanov), Platten (Blatno), Scheft (Hradecká), Hirschenstand (Jelení), Schönlind (Krásná Lípa), Mühlberg (Lesík), Kammersgrün (Lužec), Kohling (Milíře), Neudek (Nejdek), Neuhammer (Nové Hamry), Ullersloh (Oldřichov), Bärringen (Pernink), Breitenbach (Potůčky), Oedt (Poušť), Gibacht (Pozorka), Frühbuß (Přebuz), Salmthal (Pstruží), Vogeldorf (Ptačí), Sauersack (Rolava), Trinksaifen (Rudné), Schindlwald (Šindelová), Thierbach (Suchá), Eibenberg (Tisová), Hochofen (Vysoká Pec), Hohenstollen (Vysoká Štola) und Bernau (Bernov).